# Movie 43
Movie 43 (en Hispanoamérica Proyecto 43) es una película de comedia independiente de 2013, codirigida y producida por Peter Farrelly y escrita por Rocky Russo y Jeremy Sosenko, entre otros. La película cuenta con dieciséis historias diferentes, divididas en segmentos, cada uno dirigido por un director diferente, como Elizabeth Banks, Steven Brill, Steve Carr, Rusty Cundieff, James Duffy, Griffin Dunne, Patrik Forsberg, James Gunn, Bob Odenkirk, Brett Ratner, Will Graham y Jonathan van Tulleken. Está protagonizada por un reparto coral que incluye a Halle Berry, Uma Thurman, Gerard Butler, Anna Faris, Hugh Jackman, Emma Stone, Naomi Watts, Kristen Bell y Kate Winslet, y más.
La película tardó casi una década para entrar en producción, ya que la mayoría de los estudios rechazaron rotundamente el guion, que finalmente fue aceptado por Relativity Media por la suma de 6 millones de dólares. La película se rodó en un período de varios años, ya que conseguir el reparto de la misma fue un desafío para los productores.

## Trama
Calvin Cutler (Mark L. Young) y su amigo J.J. (Adam Cagley) hacen un video al estilo de Jackass y lo suben a YouTube en donde inmediatamente llega a más de 1.000.000 de visitas. Esta resulta ser la broma del hermano menor de Calvin, Baxter (Devin Eash) que clonó a YouTube e infló las vistas del video mientras trabajaba en su proyecto de ciencias. Calvin y J.J. tratan de vengarse. Le hablan a Baxter de una película que es tan peligrosa que podría provocar el fin del mundo. La película se llama Movie 43. Mientras J.J. y Baxter buscan Movie 43 en Google, Calvin toma el portátil de Baxter y lo carga con virus de sitios porno. Por su parte Baxter encuentra a través de cientos de resultados Movie 43, un sitio web denominado por él como un rincón oscuro de la Internet. Ellos encuentran los bosquejos a partir de la búsqueda 43a en la lista de resultados. Mientras él y J.J. siguen viendo vídeos, son interrumpidos por un hombre conocido como Vrankovich (Fisher Stevens) y un grupo de mafiosos chinos que quieren encontrar Movie 43, incluso yendo tan lejos como tomar de rehén al compañero de J.J., Stevie Schraeder (Nate Hartley). Vrankovich les advierte que si encuentran Movie 43, la civilización quedará en ruinas. No hacen caso de sus demandas y siguen buscando hasta que finalmente encuentran la verdadera Movie 43, que resulta involucrar a Baxter como un comando que lidera un grupo de reclutas que sobreviven después de que el mundo ha terminado. Mientras tanto, Calvin termina de arruinar la computadora portátil de Baxter. Después, un mortal terremoto retumba y la humanidad está perdida. Sin embargo, unos años más tarde, el único sobreviviente: un lisiado Calvin, se encuentra el portátil de Baxter, que sigue funcionando después de recibir virus, y observa los últimos sketches restantes de la computadora portátil.

### Segmentos
La película se compone de varios cortos de comedia que se presentan a través de segmentos filmados en diferentes escenarios.

#### The Catch
- Producido y dirigido por Peter Farrelly. Escrito por Bill O'Malley, Rocky Russo y Jeremy Sosenko.

Beth (Kate Winslet) es una mujer de negocios que va a una cita a ciegas con Davis (Hugh Jackman), el soltero más codiciado de la ciudad. Cuando los dos llegan juntos a un restaurante, Beth se sorprende cuando Davis se quita la bufanda, revelando un par de testículos colgando de su cuello. Durante la cena ella parece muy confundida, ya que Davis no reconoce la anomalía anatómica, y la misma parece no sorprenderle a nadie. Cuando dos amigos de Davis pasan por allí, uno de ellos lo convence para tomarse una foto con Beth. Davis está de acuerdo, pero cuando él se acerca a ella, los testículos de su cuello están colgando cerca del rostro de Beth, lo que la hace gritar e irse.

#### Homeschooled
- Dirigido por Will Graham. Coescrito por Graham y Jack Kukoda.

Habiéndose mudado recientemente, Anna y Sean aceptan tomar un café con sus nuevos vecinos, Robert (Liev Schreiber) y Samantha (Naomi Watts). Ellos tiene un hijo adolescente, Kevin (Jeremy Allen White), al que educan en casa. Anna y Sean les preguntan acerca de la educación en el hogar, a lo que Robert y Samantha les relatan con humor las numerosas maneras en que han replicado el ambiente de escuela secundaria dentro de su casa: las novatadas, la intimidación, las detenciones, fiestas de secundaria y hasta el "primer beso" de Kevin con Samantha. Visiblemente alterados, Anna y Sean se dirigen a la salida y en el camino se cruzan con Kevin, que les dice a sus padres que va a salir con su novia, y les da la impresión de que todo está bien. Hasta que revela que su "novia" es una muñeca hecha de trapos con el rostro de Samantha en ella.

#### The Proposition
- Dirigido por Steve Carr. Escrito por Rocky Russo y Jeremy Sosenko.

Julie (Anna Faris) y Doug (Chris Pratt) han estado en una relación durante un año. Cuando Doug trata de proponerle matrimonio a Julie, ella le pregunta si él quiere defecar en ella en su noche de aniversario. Impulsado por su mejor amigo Larry (J. B. Smoove), Doug come una gran cantidad de comida y una botella de laxante antes del evento. Julie se enoja cuando Doug quiere terminar y corre a la calle, Doug la persigue y es golpeado por un auto, lo que lo hace evacuar gráficamente por todas partes. Ella lo acuna y se disculpa. Cubiertos y rodeados de su excremento en la calle, ella exclama que es "la cosa más bella" que ha visto en su vida y acepta su propuesta de matrimonio.

#### Veronica
- Dirigido por Griffin Dunne. Escrito por Matthew Alec Portenoy.

Neil (Kieran Culkin) está trabajando en el turno de noche en un supermercado local. Su exnovia, Verónica (Emma Stone), ingresa a la tienda y se acerca a la caja de Neil para comprar cigarrillos. Los dos comienzan a hablar, y pronto la charla se convierte en una discusión sexual, con humor, sobre su relación. Sin que ellos sepan, el micrófono intercomunicación de Neil transmite la conversación explícita por toda la tienda, donde varias personas de edad avanzada y vagabundos escuchan atentamente. Después ella comienza a llorar y se va, entonces los clientes se ponen de acuerdo para cubrir el turno de Neil, mientras él va tras ella.

#### iBabe
- Dirigido por Steven Brill. Escrito por Claes Kjellstrom, Jonas Wittenmark, Tobias Carlson, Rocky Russo y Jeremy Sosenko.

Una empresa de desarrollo está teniendo una reunión en su sede sobre su producto más reciente, el "Ibabe", que es una reproducción realista de una mujer desnuda, que funciona como un reproductor de MP3. El jefe (Richard Gere), escucha opiniones y propuestas de sus empleados (Kate Bosworth, Aasif Mandvi, y Jack McBrayer). El problema que discuten es sobre la colocación de un ventilador que se construyó en la región genital del Ibabe, que está desmembrando los penes de los adolescentes que tratar de tener relaciones sexuales con ellos. Finalmente los miembros de la junta se ponen de acuerdo para enfatizar fuertemente los peligros del producto a través de sus nuevos comerciales.

#### Superhero Speed Dating
- Dirigido por James Duffy. Escrito por Will Carlough.

Robin (Justin Long) y su compañero Batman (Jason Sudeikis) se encuentran en la ciudad de Gotham, más precisamente en un establecimiento de citas rápidas, buscando a su archienemigo, el Pingüino (John Hodgman), quien amenazó con detonar una bomba. Mientras que Robin intenta conectarse con varias mujeres a través de citas rápidas —como Lois Lane (Uma Thurman) y Supergirl (Kristen Bell)—, Batman arruina todo llamando a Superman (Bobby Cannavale), que ha estado acechando a Lois desde que se separaron, y se enfrenta a Robin por ella. Luego Batman se encuentra con su ex, Wonder Woman (Leslie Bibb), y se olvida que el Pingüino puede detonar una bomba. Cuando finalmente lo descubren, Pingüino, amenaza con matar a Supergirl, quien resulta ser el Acertijo (Will Carlough) disfrazado.

#### Machine Kids
- Dirigido y escrito por Jonathan van Tulleken.

Corto pagado por la Society for the prevention of Cruelty to Children Inside Machines. Sobre cómo los niños son atrapados por máquinas y de cómo la crítica de los adultos a estas máquinas en particular afecta a los sentimientos de los mismos.

#### Middleschool Date
- Dirigido por Elizabeth Banks. Escrito por Elizabeth Wright Shapiro.

Nathan (Jimmy Bennett) y Amanda (Chloë Grace Moretz) están viendo la televisión después de la escuela en casa de Nathan. Cuando seempiezan a besar, el hermano mayor de Nathan, Mikey (Christopher Mintz-Plasse), entra en la sala y se burla de ellos. Amanda luego descubre que ella está menstruando y trata de ocultarlo. Cuando Nathan ve sangre en sus pantalones, entra en pánico y cree que ella se desangra, causando un alboroto, que más tarde tendría a los padres de Nathan y de Amanda (Patrick Warburton y Matt Walsh) como partícipes. Amanda dice en voz alta que son unos estúpidos y se siente avergonzada de saber que ella está recibiendo su primer periodo al frente de ellos.

#### Tampax
- Dirigido por Patrik Forsberg. Escrito por Patrik Forsberg y Olle Sarri.

Corto comercial sobre tampones Tampax. Dos mujeres están nadando en un océano y un tiburón aparece repentinamente y gráficamente se come una de las mujeres. El boceto termina con la frase: "Tampax, ahora a prueba de fugas".

#### Happy Birthday
- Dirigido por Brett Ratner. Escrito por Jacob Fleisher.

Pete (Johnny Knoxville) captura un duende (Gerard Butler) para dárselo a su compañero Brian (Seann William Scott) como regalo de cumpleaños. Después de atar al duende en el sótano, le exigen que les dé una olla de oro. El obsceno leprechaun los amenaza diciendo que su hermano viene a salvarlo. Cuando él llega, Brian y Pete les disparan y matan a ambos duendes. Al final del segmento, Pete le revela a Brian que también ha capturado un hada (Esti Ginzburg), que realiza sexo oral a cambio de monedas de oro.

#### Truth or Dare
- Producido y dirigido por Peter Farrelly. Escrito por Greg Pritikin.

Donald (Stephen Merchant) y Emily (Halle Berry) tienen una cita en un restaurante mexicano. Cansada de las típicas primeras citas, Emily reta a Donald a un juego de verdad o atrevimiento. Él se atreve a agarrar las nalgas de un hombre y ella a soplar las velas en la torta de cumpleaños de un niño ciego. El juego se intensifica rápidamente a los extremos, en los que ambos terminan con cirugías plástica, tatuajes y mucha humillación. Cuando Donald y Emily llegan al apartamento de Emily, alaban su cita. Donald intenta besarla, pero ella lo rechaza, alegando que ella no se siente atraída por los hombres asiáticos. Luego le dice que estaba bromeando y lo invita a tener relaciones sexuales con ella mientras le muestra sus grandes y nuevos pechos con humor.

#### Victory’s Glory
- Dirigido por Rusty Cundieff. Escrito por Rocky Russo y Jeremy Sosenko.

Situado en 1959, el entrenador Jackson (Terrence Howard) le da una charla motivacional a su equipo de baloncesto antes de su primer partido contra un equipo conformado totalmente por hombres blancos. Preocupado por perder el juego, Jackson les habla a sus jugadores sobre su superioridad en el deporte por encima de sus oponentes blancos. Cuando el juego se produce, el equipo "blanco" pierde miserablemente y se regocija en un solo punto que anota.

#### Beezel
- Dirigido y escrito por James Gunn.

Amy (Elizabeth Banks) se preocupa de que el gato de su novio Anson (Josh Duhamel), Beezel (un dibujo animado), interfiera en su relación. Beezel parece detestar Amy y cualquier persona que se interponga entre él y Anson. Un día, Amy ve a Beezel masturbándose con fotos de Anson en un traje de baño. Amy amenaza a su novio con irse si no se deshace de Beezel. Anson se compromete a encontrar un nuevo hogar para su mascota. Al día siguiente, cuando llega el momento de llevar lejos a Beezel, él está no aparece en ninguna parte. Amy sale a la calle a buscarlo y este la atropella con una camioneta y posteriormente trata de matarla con una escopeta. Ella logra levantarse, lo persigue y comienza a golpearlo con una pala frente a un grupo de niños que asisten a una fiesta de cumpleaños en una casa vecina. Cuando Anson se acerca para ver lo que está sucediendo, Amy trata de explicar los motivos de sus acciones. Por su parte Beezel actúa inocentemente y vuelve con su amo. Los niños de la fiesta atacan a Amy hasta matarla, por golpear a un gatito.

## Reparto
The Thread
- Mark L. Young es Calvin Cutler.
- Adam Cagley es J.J.
- Devin Eash es Baxter Cutler.
- Fisher Stevens es Vrankovich/Minotauro.
- Tim Chou es Gánster chino #1.
- James Hsu es Gánster chino #2.
- Nate Hartley es Stevie Schraeder.
- Liz Carey es Sitara.
- Beth Littleford es Mrs. Cutler

The Catch
- Hugh Jackman es Davis.
- Kate Winslet es Beth.
- Roy Jenkins es Ray.
- Rocky Russo es Waiter Jake.
- Anna Madigan es Abby.
- Julie Claire es Pam.
- Katie Finneran es Angie.

Homeschooled
- Alex Cranmer es Sean.
- Julie Ann Emery es Clare.
- Naomi Watts es Samantha Miller.
- Liev Schreiber es Robert Miller.
- Jeremy Allen White es Kevin Miller.

The Proposition
- Anna Faris es Julie.
- Chris Pratt es Doug.
- J. B. Smoove es Larry.
- Jarrad Paul es Bill.
- Maria Arcé es Christine.
- Aaron LaPlante es Friend.

Veronica
- Kieran Culkin es Neil.
- Emma Stone es Veronica.
- Arthur French es Hombre viejo.
- Brooke Davis es Mujer alta.
- Josh Shuman es Hombre bajo.

Super Hero Speed Dating.
- Justin Long es Robin.
- Katrina Bowden es La Chica.
- Jason Sudeikis es Batman.
- Uma Thurman es Lois Lane.
- Bobby Cannavale es Superman.
- Kristen Bell es Supergirl.
- John Hodgman es El Pingüino.
- Leslie Bibb es Wonder Woman.
- Will Carlough es Riddler

iBabe
- Cathy Cliften es iBabe #1.
- Cherina Monteniques Scott es iBabe #2.
- Zach Lasry es El Chico.
- Richard Gere es Boss.
- Kate Bosworth es Arlene.
- Jack McBrayer es Brian.
- Aasif Mandvi es Robert.
- Darby Lynn Totten es La Chica.
- Marc Ambrose es Chappy.

Middleschool Date
- Jimmy Bennett es Nathan.
- Chloë Grace Moretz es Amanda.
- Christopher Mintz-Plasse es Mikey.
- Patrick Warburton es Steve.
- Matt Walsh es Padre de Amanda.

Happy Birthday
- Seann William Scott es Brian.
- Johnny Knoxville es Pete.
- Gerard Butler es Leprechaun #1/Leprechaun #2.
- Esti Ginzburg es Ada de cuentos.

Truth or Dare
- Halle Berry es Emily.
- Stephen Merchant es Donald.
- Sayed Badreya es Large Man.
- Snooki es Ella misma.
- Caryl West es Mesera.
- Ricki Noel Lander es Elizabeth.
- Paloma Felisberto es Bachelorette.
- Jasper Grey es Patrón.
- Benny Harris es Camarero.
- Zen Gesner es Estríper.

Victory's Glory
- Terrence Howard es Entrenador Jackson.
- Aaron Jennings es Anthony.
- Corey Brewer es Wallace.
- Jared Dudley es Moses.
- Larry Sanders es Bishop.
- Jay Ellis es Lucious.
- Brian Flaccus es Chico blanco #1.
- Brett Davern es Chico blanco #2.
- Evan Dumouchel es Chico blanco #3.
- Sean Rosales es Chico blanco #4.
- Logan Holladay es Chico blanco #5.
- Mandy Kowalski es Cheerleader.
- Eric Stuart es Narrador.

Beezel
- Elizabeth Banks es Amy.
- Josh Duhamel es Anson.
- Emily Alyn Lind es Chica del cumpleaños.
- Michelle Gunn es Mommy.
- Christina Linhardt es Payaso.

## Premios y nominaciones
| Año  | Premio                   | Categoría                    | Nominados                         | Resultado |
| ---- | ------------------------ | ---------------------------- | --------------------------------- | --------- |
| 2013 | Premios Golden Trailer   | Trashiest Trailer            | "Unsee it" trailer                | Nominada  |
| 2014 | Premios Golden Raspberry | Peor película                |                                   | Ganadora  |
| 2014 | Premios Golden Raspberry | Peor director                | Los 10 directores                 | Ganadora  |
| 2014 | Premios Golden Raspberry | Peor guion                   | Todos los guionistas              | Ganadora  |
| 2014 | Premios Golden Raspberry | Peor combinación en pantalla | Todo el elenco                    | Nominada  |
| 2014 | Premios Golden Raspberry | Peor actriz                  | Halle Berry (también porThe Call) | Nominada  |
| 2014 | Premios Golden Raspberry | Peor actriz                  | Naomi Watts (también por Diana)   | Nominada  |